# Santa Maria sobre Minerva (título cardinalício)
O título cardinalício de Santa Maria sobre Minerva foi instituido pelo Papa Paulo IV em 24 de março de 1557. Sua igreja titular é Santa Maria sopra Minerva.

## Titulares protetores
- Antonio (Michele) Ghislieri, O.P. (1557-1561) Eleito Papa Pio V em 1566
- Michele Bonelli, O.P. (1566-1589)
- Girolamo Bernerio, O.P. (1589-1602)
- Francesco Maria Tarugi (1602-1608)
- Filippo Spinelli (1608-1616)
- Ladislaus de Aquino (1616-1621)
- Giulio Roma (1621-1639)
- Giovanni Battista Altieri (1643-1654)
- Jean-François Paul de Gondi (1655-1679)
- Philip Howard (1679-1694)
- José Saenz d'Aguirre (1694-1699)
- Louis-Antoine de Noailles (1701-1729)
- Agostino Pipia, O.P. (1729-1730)
- Philipp Ludwig von Sinzendorf (1730-1747)
- Daniele Delfino (1747-1758)
- Giuseppe Pozzobonelli (1758-1770)
- Scipione Borghese (1770-1782)
- Tommaso Maria Ghilini (1783-1787)
- Vincenzo Ranuzzi (1787-1800)
- Giulio Maria della Somaglia (1801-1814)
- Francesco Fontana, B. (1816-1822)
- Francesco Bertazzoli (1823-1828)
- Benedetto Colonna Barberini di Sciarra (1829-1832)
- Giuseppe Maria Velzi, O.P. (1832-1836)
- Antonio Francesco Orioli, O.F.M. Conv. (1838-1850)
- Raffaele Fornari (1851-1854)
- Guilherme Henriques de Carvalho (1854-1857)
- Francesco Gaude, O.P. (1857-1860)
- Gaetano Bedini (1861-1864)
- Matteo Eustachio Gonella (1868-1870)
- John McCloskey (1875-1885)
- Zeferino González y Díaz Tuñón, O.P. (1887-1894)
- Egidio Mauri, O.P. (1895-1896)
- Serafino Cretoni (1896-1909)
- John Murphy Farley (1911-1918)
- Teodoro Valfre di Bonzo (1919-1922)
- Stanislas Touchet (1922-1926)
- Giuseppe Gamba (1926-1929)
- Giulio Serafini (1930-1938)
- Eugène Tisserant (1939-1946)
- Clemente Micara (1946); in commendam (1946-1965)
- Antonio Samorè (1967-1974)
- Dino Staffa (1976-1977)
- Anastasio Alberto Ballestrero, O.C.D. (1979-1998)
- Cormac Murphy-O'Connor (2001-2017)
- António Augusto dos Santos Marto (2018-)